# Kreis Wirsitz

Der Kreis Wirsitz auf einer Landkarte von 1913

Der Kreis Wirsitz bestand von 1816 bis 1920 im Regierungsbezirk Bromberg in der preußischen Provinz Posen. Sitz der Kreisverwaltung war die Stadt Wirsitz. Das Kreisgebiet lag am Nordrand der Provinz Posen nördlich der Netze und gehört heute zu den polnischen Powiaten Pilski in der Woiwodschaft Großpolen sowie Nakielski in der Woiwodschaft Kujawien-Pommern. Von 1939 bis 1945 bestand im deutsch besetzten Polen als Teil des Reichsgaus Danzig-Westpreußen nochmals ein Kreis Wirsitz.

Waffenstillstand von 1919: Das Kreisgebiet (markiert durch die Stadt Nakel) im Norden der Provinz blieb zunächst bei Deutschland

## Geographie

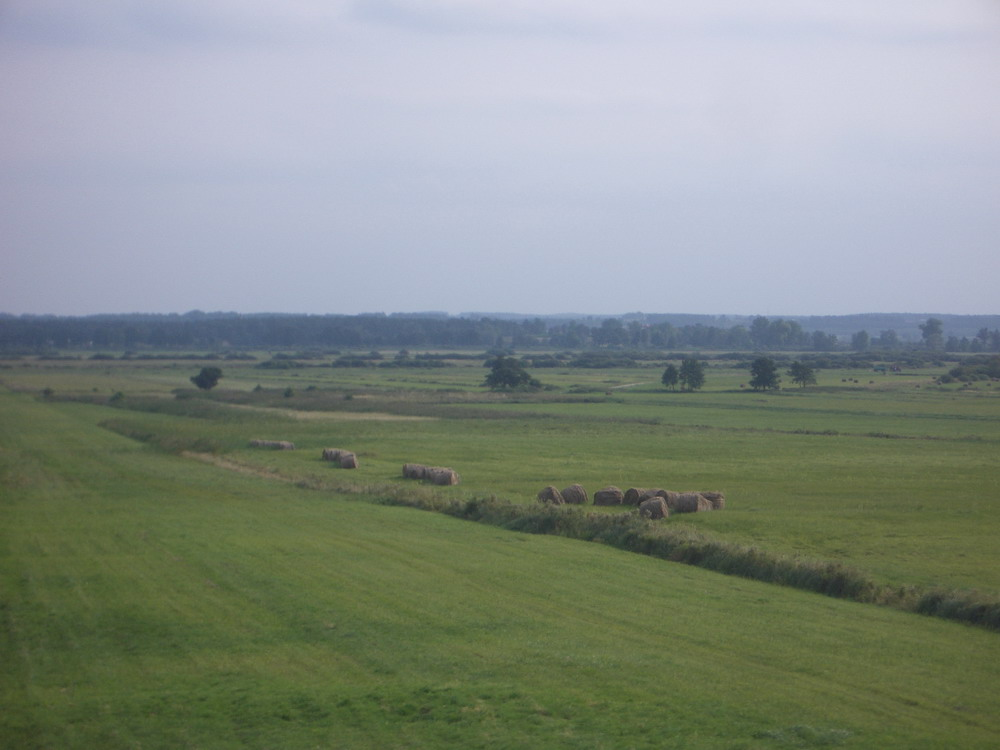
Das Tal der Netze zwischen Nakel und Slesin

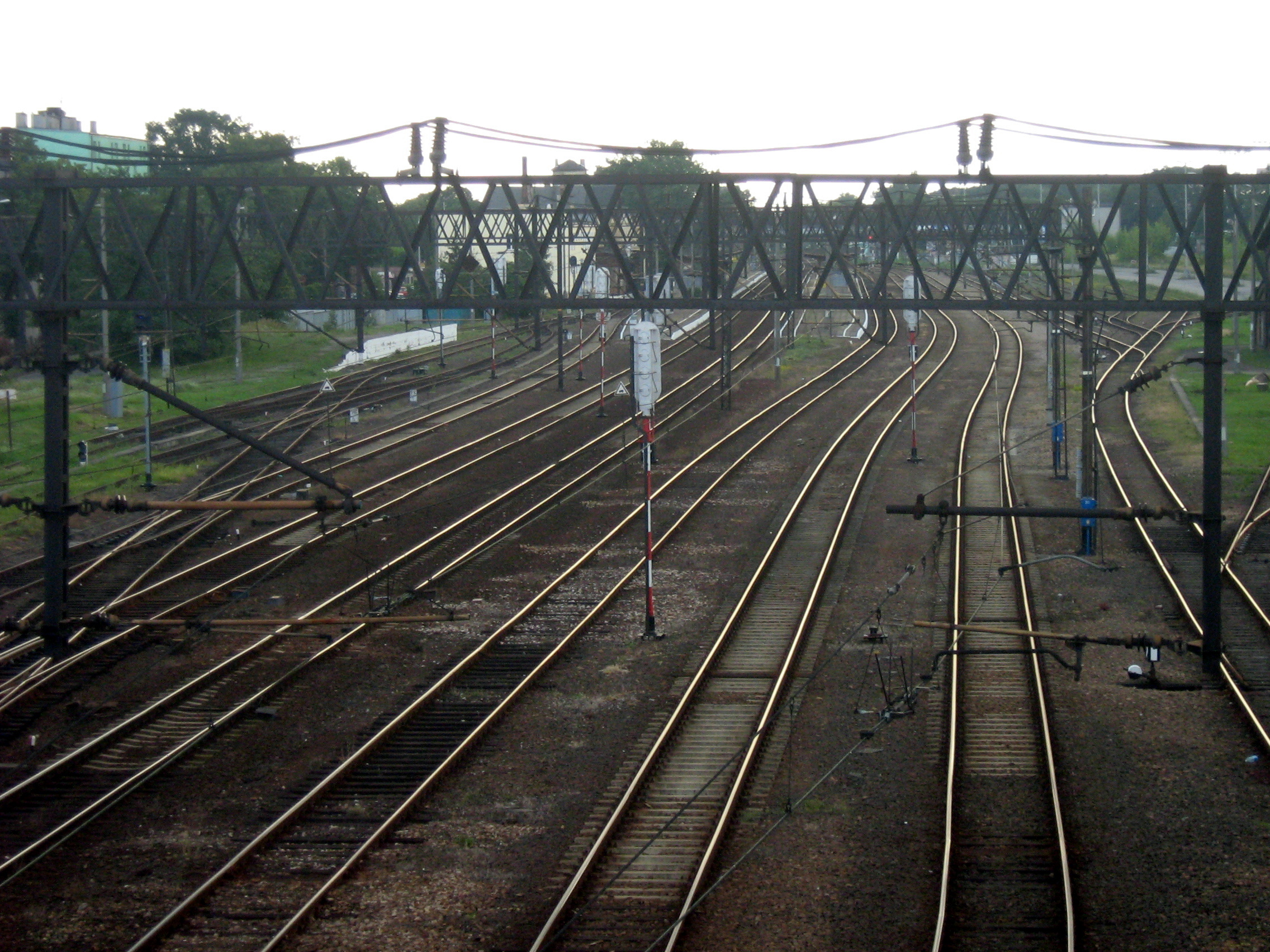
Bahnanlagen in Nakel

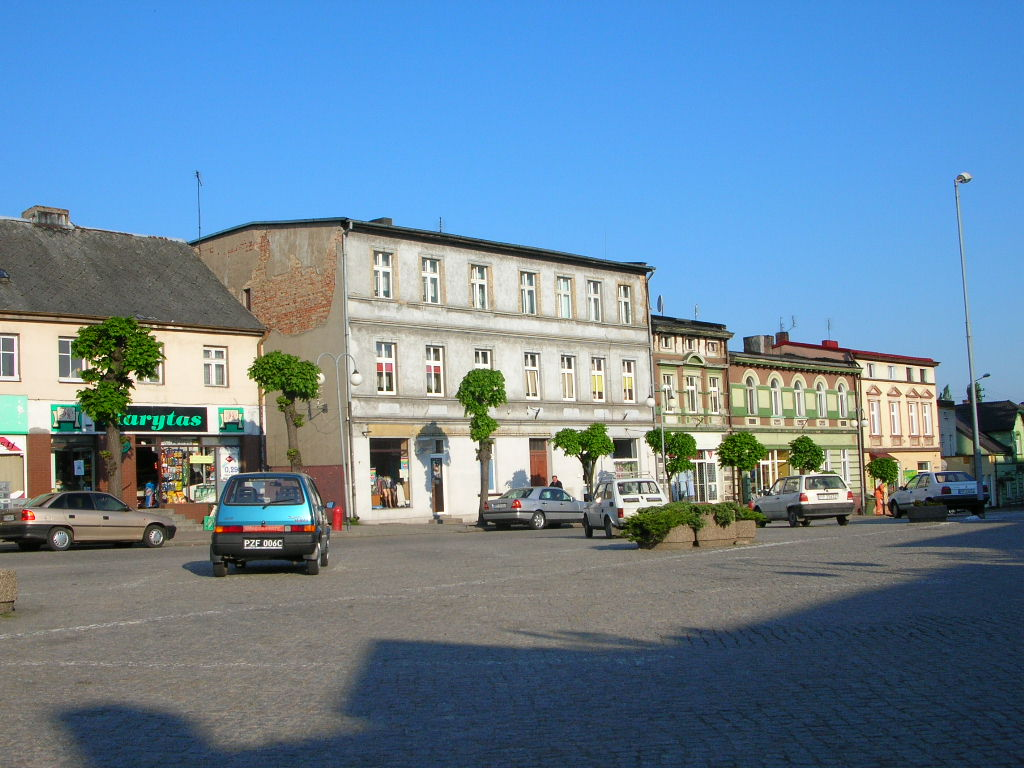
Marktplatz in Wirsitz

Das Kreisgebiet lag im Norden der Provinz Posen zwischen den Städten Bromberg und Schneidemühl. Zwischen diesen Städten verlief in ost-westlicher Richtung die Preußische Ostbahn als einer der wichtigsten Verkehrswege im östlichen Deutschland. In Nakel hatte die Ostbahn einen wichtigen Bahnhof innerhalb des Kreisgebiets, mit Verknüpfung zu anderen Linien. Von Schneidemühl über Wirsitz und Nakel nach Bromberg verlief außerdem eine wichtige Landstraße.
Diese Verkehrswege folgten dem Fluss Netze, einem Nebenfluss der Warthe. Von Nakel nach Bromberg verläuft der 1774 eröffnete und 1917 für größere Schiffe erweiterte Bromberger Kanal, der eine Schifffahrtsverbindung zwischen Oder und Weichsel darstellt, durch die auch die Netze zu einem wichtigen Ost-West-Verkehrsweg wurde. Diese für die Erschließung der nordöstlichen Reichsgebiete so wichtigen Verkehrswege sowie die Lage an der deutsch-polnischen Sprachgrenze machten den Korridor zwischen Schneidemühl und Bromberg und damit auch den Kreis Wirsitz trotz seiner überwiegend ländlichen Wirtschafts- und Siedlungsstruktur zu einem strategisch wichtigen Gebiet.
Der Kreis Wirsitz grenzte im Westen an den Kreis Kolmar (bis 1877 Kreis Chodziesen), im Süden an die Kreise Wongrowitz und Schubin und im Osten an den Landkreis Bromberg, die alle zum posenschen Regierungsbezirk Bromberg gehörten. Der nördliche Nachbar war der Landkreis Flatow in der Provinz Westpreußen. Das Kreisgebiet hatte 1910 eine Fläche von 1062 km².

## Geschichte
Im Mittelalter lag das spätere Kreisgebiet an der Grenze zwischen dem polnischen Herzogtum Großpolen im Süden und dem zeitweise zu Polen gehörigen, zeitweise aber unabhängigen Weichselpommern. Nach der Chronik des Gallus Anonymus übergaben 1113 „die Pommern das Castrum Nakel an die Polen“ Es blieb bei Großpolen in der Zeit des Polnischen Partikularismus, des wiederhergestellten Königreichs und der Republik Polen-Litauen.
Mit der Ersten Teilung Polens kam 1772 das Gebiet um die Stadt Wirsitz an Preußen. Es gehörte zunächst im Wesentlichen zum Kreis Kamin im Netzedistrikt, der seit 1775 zur Provinz Westpreußen gehörte. Durch den Frieden von Tilsit zwischen dem Frankreich Napoleons, Preußen und Russland kam der Südteil des Kreises Kamin 1807 zum neuerrichteten Herzogtum Warschau.

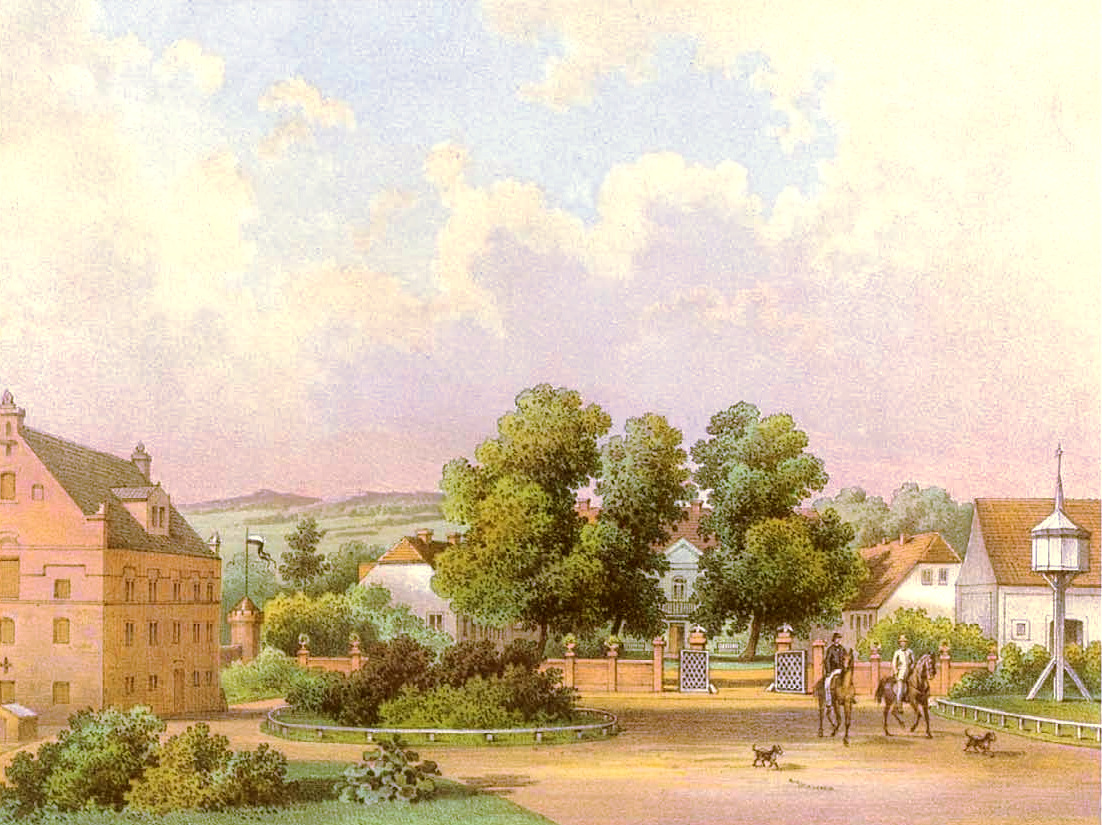
Rittergut Brostowo um 1860, Sammlung Alexander Duncker

Nach den Vereinbarungen des Wiener Kongresses erhielt das Königreich Preußen am 15. Mai 1815 den gesamten ehemaligen Netzedistrikt zurück und richtete zum 1. Juli 1816 den Kreis Wirsitz ein.
Im Zuge einer weiteren Kreisreform im Regierungsbezirk Bromberg wurde zum 1. Januar 1818 der Kreis Wirsitz verkleinert, ein Teil des Kreises mit der Stadt Exin fiel dabei an den neuen Kreis Schubin.  Zum Kreis Wirsitz gehörten nunmehr die Städte Lobsens, Miasteczko, Mrotschen, Nakel, Wirsitz und Wissek, die Domänenämter Bialosliwe und Wirsitz, das Amt Mrotschen sowie eine größere Zahl von adligen Gütern. Sitz des Landratsamtes wurde die Stadt Wirsitz.
Als Teil der preußischen Provinz Posen wurde der Kreis Wirsitz am 18. Januar 1871 Teil des neu gegründeten Deutschen Reichs, wogegen die polnischen Abgeordneten im neuen Reichstag am 1. April 1871 protestierten.
Am 27. Dezember 1918 begann in der Provinz Posen der Großpolnische Aufstand der polnischen Bevölkerungsmehrheit gegen die deutsche Herrschaft, der nördlich der Netze gelegene Kreis Wirsitz blieb aber unter deutscher Kontrolle. Am 16. Februar 1919 beendete ein Waffenstillstand die polnisch-deutschen Kämpfe. Die dabei vereinbarten Demarkationslinie beließ den Kreis zunächst im Deutschen Reich (siehe Karte).
Aufgrund der Bestimmungen  des Versailler Vertrags musste das Kreisgebiet am   28. Juni 1919 an  Polen abgetreten werden. Deutschland und Polen schlossen am 25. November 1919 ein Abkommen über die Räumung der lokalen staatlichen Behörden und die Übergabe der abzutretenden Gebiete ab, das am 10. Januar 1920 ratifiziert wurde. Die  Übergabe erfolgte zwischen dem 17. Januar und dem 4. Februar 1920.  Aus dem Kreis Wirsitz wurde der polnische Powiat Wyrzysk.
Am 1. April 1938 wechselte der Powiat Wyrzysk aus der Woiwodschaft Großpolen, die der ehemaligen preußischen Provinz Posen entsprach, in die Woiwodschaft Pommern, die der ehemaligen preußischen Provinz Westpreußen entsprach.

## Einwohnerentwicklung
| Jahr | Einwohner | Quelle |
| ---- | --------- | ------ |
| 1818 | 24.617    | [ 9 ]  |
| 1846 | 47.143    | [ 10 ] |
| 1871 | 57.132    | [ 11 ] |
| 1890 | 58.214    | [ 12 ] |
| 1900 | 61.889    | [ 12 ] |
| 1910 | 67.219    | [ 12 ] |

Von den 58.214 Einwohnern im Jahre 1890 waren 61 % Deutsche, 36 % Polen und 3 % Juden. Ein Teil der deutschen Einwohner verließ nach 1920 das Gebiet, im Jahre 1931 waren noch 20,5 % der Kreisbevölkerung Deutsche.

## Politik

### Landräte
- 1816–184300von Bukowiecki
- 1843–184900Alfred Alexander von Randow (1810–1849)
- 1849–185000Karl Philipp Kühne (1820–1901) (interimistisch)[13][14]
- 1850–186100Moritz von Lavergne-Peguilhen (1801–1870)
- 1861–186200Rudolf Schoulz (* 1820) (vertretungsweise)
- 1862–186300Ferdinand von Viebahn (kommissarisch)
- 1863–188200Emil Freymark (1825–1894)
- 1882–188300Carl von Puttkamer (kommissarisch)
- 1883–189500Rudolf Theodor Moehrs
- 1895–191100Gneomar von Wartensleben
- 1911–191500Magnus von Braun (1878–1972)
- 1915–191700Karl von Buchka (1885–1960)
- 1917–191900Kurt von Stempel (1882–1945)

### Wahlen
Im Deutschen Reich gehörte der Kreis Wirsitz zusammen mit dem Kreis Schubin in den Grenzen von 1871 zum Reichstagswahlkreis Bromberg 2. Der Wahlkreis war aufgrund der ethnischen Zusammensetzung der Wählerschaft bei allen Reichstagswahlen zwischen deutschen und polnischen Kandidaten umkämpft. Die jeweiligen Sieger setzten sich stets nur mit knappen Mehrheiten durch:
- 187100Leo von Skorzewski, Polnische Fraktion
- 187400Theodor von Bethmann-Hollweg, Unabhängiger
- 187700Leo von Skorzewski, Polnische Fraktion
- 187800Theodor von Bethmann-Hollweg, Freikonservative Partei
- 188100Leo von Skorzewski, Polnische Fraktion
- 188400Leo von Skorzewski, Polnische Fraktion
- 188700August Falckenberg, Nationalliberale Partei
- 189000Carl Martin Friedrich Poll, Nationalliberale Partei
- 189300Julius Ritter, Freikonservative Partei
- 189800Leon von Czarlinski, Polnische Fraktion
- 190300Leon von Czarlinski, Polnische Fraktion
- 190700Leon von Czarlinski, Polnische Fraktion
- 191200Josef Kurzawski, Polnische Fraktion

## Städte und Gemeinden
Vor dem Ersten Weltkrieg umfasste der Kreis Wirsitz die folgenden Städte und Landgemeinden:
| - Adolfsdorf - Amfluß - Aniela - Arnswalde - Augustfelde - Baumgarten - Biegodzin - Bielawy - Birkenbruch - Bischofsthal - Blugowo - Bnin - Broniewo - Brückenkopf - Charlottenburg - Czarnum - Debenke - Dembowko - Deutsch Ruhden - Dobrzyniewo - Dronzno - Eichenhagen - Eichenrode - Eichfelde - Erlau - Ferguson - Friedheim, Stadt | - Friedrichsberg - Friedrichshorst - Grabau - Grenzdorf - Gromaden - Groß Dreidorf - Groß Elsingen - Groß Tonin - Groß Wissek - Grünfelde - Grünhausen - Güntergost - Heinrichsfelde - Hermannsdorf - Hoffmannsdorf - Hohenwalde - Jadwiga - Jaszkowo - Johannisburg - Kaisersdorf - Kaiserswalde - Karlsbach - Katharinendorf - Kazmierowo - Klafke - Klein Dreidorf - Klein Kostschin | - Klein Wissek - Kollin - Königsdorf - Konstantinowo - Kosztowo - Kraczke - Kunau - Lindenburg - Lindenwald - Lobsens, Stadt - Lodzia - Luchowo - Mierucin - Moschütz - Mrotschen, Stadt - Nakel, Stadt - Netzdorf - Netzthal - Niezychowko - Ostrowiec - Piesno - Polichno Hauland - Rosmin - Runowo - Sadki - Saxaren - Schloßberg | - Schönheim - Schönrode - Schönsee - Seeburg - Seeheim - Seethal - Stahren - Steinburg - Szczerbin - Topolla - Trzeciewnica - Valentinowo - Walddorf - Waldungen - Waltershausen - Weißenhöhe - Wertheim - Wiele - Wiesengrund - Wiesenthal - Wilhelmsdorf - Wirsitz, Stadt - Wissek, Stadt - Witzleben - Wolsko - Zabartowo - Zickwerder |

Zum Kreis gehörten außerdem zahlreiche Gutsbezirke. Die Landgemeinden und Gutsbezirke waren in Polizeidistrikten zusammengefasst. Nach 1871 wurden mehrere Ortsnamen eingedeutscht:
Bialosliwe → Weißenhöhe (1875)
Czarnum → Hohensee (1905)
Jaszkowo → Jaschkowo (1903/08)
Lodzia → Laubheim (1912)
Mierucin → Mierutschin (1908/10)
Ostrowiec → Ostrowitz (1905)

## Persönlichkeiten
- Wernher von Braun (deutscher und amerikanischer Raketentechniker, 1912 in Wirsitz geboren)
- Rudolf Bauer (Künstler, 1889 in Lindenwald geboren)

## Landkreis Wirsitz im besetzten Polen

### Geschichte

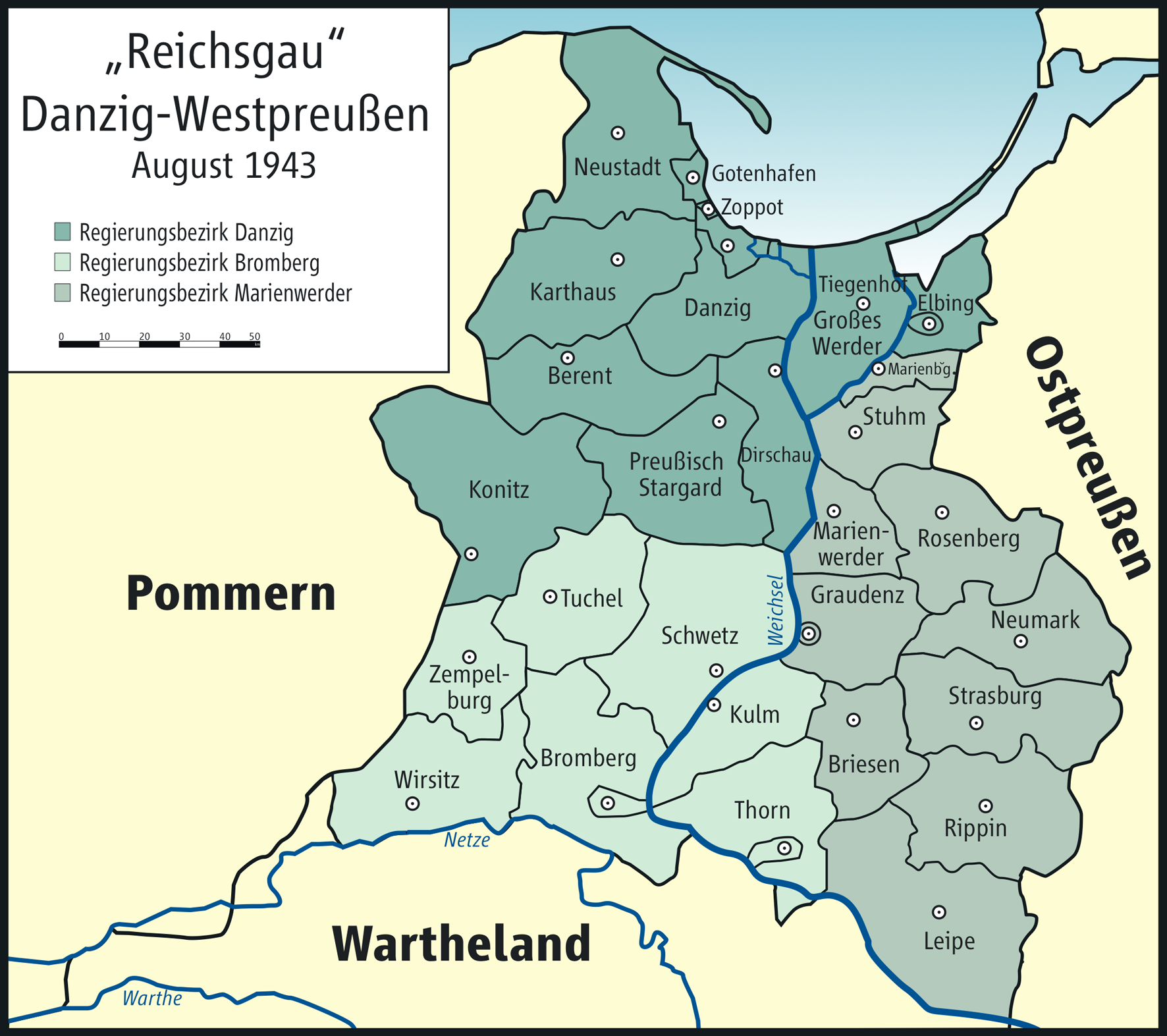
Reichsgau Danzig-Westpreußen (August 1943)

Wenige Tage nach Beginn des Zweiten Weltkriegs wurde das grenznahe und aufgrund der Trassierung der Ostbahn strategisch wichtige Kreisgebiet von deutschen Truppen besetzt. Am 26. Oktober 1939 wurde das Gebiet vom Deutschen Reich völkerrechtswidrig  annektiert und kam als Landkreis Wirsitz zum Regierungsbezirk Bromberg im Reichsgau Danzig-Westpreußen. Die 186 Ortschaften des Landkreises wurden zunächst in 16 Amtsbezirken zusammengefasst. Am 1. April 1942 wurde der Amtsbezirk Nakel-Stadt zur Stadt nach der Deutschen Gemeindeordnung von 1935 ernannt, ebenso am 1. April 1943 die Amtsbezirke Friedheim-Stadt, Immenheim-Stadt, Lobsens-Stadt, Weißeck-Stadt und Wirsitz-Stadt. Gegen Ende der Besetzung bestand der Landkreis aus sechs Städten und zehn Amtsbezirken. Das Kreisgebiet hatte eine Fläche von 1162 km².
Mit dem Einmarsch der Roten Armee im Januar 1945 endete die deutsche Besetzung und das Kreisgebiet wurde wieder Teil Polens.

### Bevölkerung
1941 lebten 66.778 meist polnische Einwohner im Kreisgebiet. Die deutschen Besatzungsbehörden vertrieben mehrere Tausend Polen aus dem Gebiet und siedelten Deutsche an, vor allem Baltendeutsche, die im Zuge der Aktion „Heim ins Reich“ aus Estland und Lettland umgesiedelt wurden. 1945 flüchtete die deutsche Bevölkerung oder wurde ihrerseits vertrieben. Die jüdische Bevölkerung wurde von den Nationalsozialisten ins Generalgouvernement deportiert und dort ermordet.

### Landräte
- 1939–194000Albrecht Marbach
- 1940–194200Hans Alter
- 1942–000000Weber